# Rosyjski Morski Rejestr Nawigacyjny
Rosyjski Morski Rejestr Nawigacyjny (Российский морской регистр судоходства) (RS) – rosyjskie towarzystwo klasyfikacyjne z siedzibą centrali w Sankt Petersburgu. Powstałe w 1913 roku jako Rejestr Rosyjski, w roku 1923 przemianowane na Rejestr Związku Socjalistycznych Republik Radzieckich, a po upadku Związku Radzieckiego działa pod obecną nazwą. RS ma uprawnienia do wystawiania dokumentów i świadectw międzynarodowych oraz sprawuje nadzór klasyfikacyjny. Wydaje własną księgę rejestrową i przepisy. 
Rosyjski Morski Rejestr Nawigacyjny od 1969 roku jest członkiem IACS.